# Sempervivum comollii
Sempervivum comollii är en fetbladsväxtart som beskrevs av Lorenzo Rota. Sempervivum comollii ingår i släktet taklökar, och familjen fetbladsväxter. Inga underarter finns listade i Catalogue of Life.